# Sortita
Una sortita è lo schieramento o l'invio di un'unità militare, che può essere un aeroplano, una nave o un'unità terrestre, da una fortificazione. La sortita, effettuata da uno o più aerei o navi, generalmente ha una missione prefissata. Il rateo di sortita è il numero di sortite che una data unità può effettuare in un tempo determinato.

## Operazioni di assedio
In operazioni di assedio una sortita, ovvero l'invio immediato di truppe contro il nemico in posizione difensiva, può essere effettuata contro gli assedianti da parte dei difensori.

## Aviazione militare
Nelle operazioni aeree una sortita è una missione di combattimento di un singolo aereo, che inizia quando l'aereo decolla e termina al suo ritorno. Per esempio: una missione che coinvolge sei aerei, richiede sei sortite. 

## Evacuazioni navali
In campo navale il termine sortita può essere utilizzato anche per descrivere l'evacuazione di una flotta di navi, i loro aerei d'appoggio e sommergibili o sottomarini da una posizione per evitare un disastro naturale, per esempio un uragano
.

## Missioni spaziali
Nelle missioni spaziali, specialmente per il progetto della NASA Constellation, il termine sortita è stato usato per un volo della nave spaziale Orion oltre la confluenza della bassa orbita terrestre, come un volo alla Luna o al punto di Lagrange Sole-Terra L2. Questo termine non era usato dalla NASA per i nove voli del Progetto Apollo, orientati o atterrati sulla Luna fra il 1968 ed il 1972.